# Johana II. Neapolská
Johana II. (25. června 1371 Zadar – 2. února 1435 Neapol) byla vládnoucí neapolská královna od roku 1414 do své smrti, kdy vymřel kapetovský rod Anjou. Jako pouhou formalitu používala titul jeruzalémské, sicilské a uherské královny.

## Původ
Byla druhorozenou dcerou neapolského krále Karla III. a jeho ženy a zároveň sestřenice Markéty z Durazza.

## Manželství

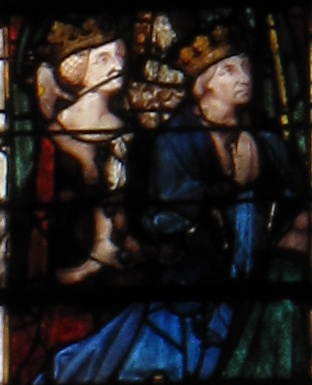
Johana a Jakub na vitráži (Vendômská kaple v katedrále v Chartres)

Roku 1401 se provdala za Viléma Habsburského, vévodu korutanského, syna rakouského vévody Leopolda III. Manželství trvající pět let bylo bezdětné a zakončila ho Vilémova smrt. Mladá vdova se poté vydala zpět do slunné Itálie a po bratrově smrti se roku 1414 se stala držitelkou trůnu neapolského a jeruzalémského.
Podruhé se provdala roku 1415 za Jakuba z Bourbonu, hraběte z La Marche († 1438), kterého učinila svým spoluvládcem. Jakub, toužící po moci, uvěznil Johanu na zámku, odkud byla vysvobozena šlechtou, která Jakuba nejprve uvěznila a následně donutila vzdát se roku 1419 koruny a opustit zemi.

## Dědicové
Jelikož byla bezdětná, adoptovala v roce 1421 aragonského krále Alfonse V. Po dvou letech prohlásila adopci Alfonse za neplatnou a místo něho adoptovala Ludvíka III. z Anjou, který však roku 1434 zemřel bezdětný. Johana poté převedla dědická práva na jeho bratra Reného.
Zemřela roku 1435 a byla pohřbena v bazilice Santa Chiara v Neapoli.